# 彭店子镇
彭店子镇，是中华人民共和国河北省唐山市迁安市下辖的一个乡镇级行政单位。

## 行政区划
彭店子镇下辖以下地区：
彭店子村、南丘村、柏庄村、易庄村、粉子营村、崔李庄村、高李庄村、霍庄村、八里塔村、王孟庄村、小邹庄村、富兴庄村、八家寨村、大周庄村、杨家坡村、徐家沟村、祁庄村和坨上村。